# Cedusa balli
Cedusa balli är en insektsart som beskrevs av Flynn och Kramer 1983. Cedusa balli ingår i släktet Cedusa och familjen Derbidae. Inga underarter finns listade i Catalogue of Life.